# راميرو كوراليس
راميرو كوراليس (بالإنجليزية: Ramiro Corrales)‏ (12 مارس 1977 الولايات المتحدة - ) هو لاعب كرة قدم أمريكي، يلعب كمدافع.

## مسيرته

### مسيرته مع المنتخبات الوطنية
- 1996 - 2008 لعب مع منتخب الولايات المتحدة لكرة القدم 6 مباريات.

### مسيرته مع الأندية
- 1996 - 1997 لعب مع سان خوسيه إيرثكويكس 25 مباراة سجل خلالها هدف.
- 1998 - 1998 لعب مع ميامي فيوشن مباراة.
- 1998 - 1998 لعب مع Generation Adidas [الإنجليزية]‏ 15 مباراة.
- 1998 - 2000 لعب مع نيويورك ريد بولز 56 مباراة.
- 2001 - 2004 لعب مع سان خوسيه إيرثكويكس 96 مباراة سجل خلالها 8 أهداف.
- 2005 - 2006 لعب مع Hamarkameratene [الإنجليزية]‏ 46 مباراة سجل خلالها هدفين.
- 2007 - 2007 لعب مع نادي بران 11 مباراة سجل خلالها هدف.
- 2008 - 2013 لعب مع سان خوسيه إيرثكويكس 129 مباراة سجل خلالها 7 أهداف.

## وصلات خارجية
راميرو كوراليس على موقع الاتحاد الدولي (مؤرشف)  (الإنجليزية)
- راميرو كوراليس على موقع الدوري الأمريكي (الإنجليزية)
- راميرو كوراليس على موقع قاعدة بيانات كرة القدم.إي يو (الإنجليزية)
- راميرو كوراليس على موقع ناشيونال فوتبول تيمز (الإنجليزية)
- راميرو كوراليس على موقع Soccerway.com (الإنجليزية)
- راميرو كوراليس على موقع أوليمبيديا (الإنجليزية)